# Доэрти, Денни
Де́ннис Джеррард Стивен До́эрти (англ. Dennis Gerrard Stephen Doherty, 29 ноября 1940, Галифакс — 19 января 2007) — канадский музыкант, участник группы «The Mamas & the Papas».

## Биография
Родился 29 ноября 1940 года в Галифаксе (Канада). Музыкальную карьеру начал в Монреале в группе «The Colonials», после подписания контракта с компанией «Columbia Records» сменившей название на «The Halifax Three». После записи нескольких пластинок группа распалась.
Затем Доэрти познакомился с нью-йоркским музыкантом Джоном Филлипсом и принял его предложение присоединиться к фолк-группе «The New Journeymen», которая после прихода в неё «Мамы» Касс Эллиот из группы «The Mugwumps» сменила название на «The Mamas & the Papas».
Группа активно работала с 1965 по 1968 год и выпустила пять студийных альбомов. В 1965 году между Доэрти и Мишель Филлипс вспыхнул роман, ставший одной из причин распада группы.
После распада группы в 1968 году Доэрти продолжил музыкальную карьеру и записал два сольных альбома. В записи пластинки 1974 года ему помогали Мама Касс и Мишель Филлипс. Песня «You`ll Never Know» в его исполнении попала в чарты, однако позднее он переквалифицировался в ведущего эстрадных шоу.
В 1971 году компания Dunhill Records убедила «The Mamas and The Papas» воссоединиться для записи пятого и последнего альбома в их истории — «People Like Us», не завоевавшего особой популярности.
В 1978 году Доэрти вернулся в родной Галифакс.
С 1993 по 2001 год озвучивал все роли в детской программе «Буксир Теодор».
В 2003 году Денни Доэрти участвовал в сочинении и постановке мюзикла «Dream a Little Dream: The Mamas and the Papas Musical», основанного на истории группы.
Денни Доэрти скончался 19 января 2007 года в своём доме недалеко от Торонто.

## Дискография
- 1971 — Watcha' Gonna Do?
- 1974 — Waiting For a Song
- 1999 — Dream a Little Dream